# Conversor Push-Pull
Um conversor push–pull é um tipo de conversor CC/CC que utiliza um transformador para alterar o nível de tensão de uma fonte de corrente contínua. Pode-se usar qualquer relação de transformação, desde que fixa; contudo, em vários circuitos, a razão cíclica do processo de chaveamento pode ser implementado de forma a variar os limites de tensão alcançados. Tem ganho aproximadamente igual a 1.
Semelhante ao conversor flyback e, em especial, ao conversor forward, os conversores push-pull utilizam-se do acoplamento magnético para obter na saida tensões menores ou maiores.
As principais vantagens dos conversores push-pull são:
- capacidade de trabalhar com potências de trabalho maiores em corrente contínua (devido ao uso dos dois chaveadores), sendo utilizados em aplicações de fontes CC industriais;
- Maior rendimento no trafo, devido à forma de construção;
- Robustez e simplicidade de construção;
- O negativo da fonte é um terminal comum a ambos os chaveamentos.

## Operação do circuito
A expressão push–pull geralmente é usada para referir-se à qualquer conversor com excitação bidirecional do transformador. Por exemplo, num conversor de ponte completa, as chaves (conectadas numa ponte H) alternam a tensão através do lado de entrada, no enrolamento primário do transformador, fazendo o transformador funcionar à plena potência e produzir uma tensão no enrolamento secundário, no lado de saída.
Contudo, push–pull comumente refere-se mais à uma topologia de duas chaves com um split no enrolamento primário.
De qualquer forma, a saída é retificada e enviada à carga. Capacitores são freqüentemente inclusos na saída para amortecer o inevitável ruído na onda causado pelo chaveamento.
Na prática, é necessário permitir um pequeno intervalo entre a polarização do transformador em um sentido e a polarização no outro: as “chaves”, geralmente, são compostas por pares de transistores (ou dispositivos similares), e, esses dois transistores em pares chaveiam simultaneamente, havendo um pequeno risco de curto-circuitar a fonte de tensão. Por isso, uma pequena pausa é necessária para evitar este problema...

## Transistores
Transistores de potência do tipo N ou do tipo P podem ser usados no projeto de um conversor push-pull. MOSFETs de potência são freqüentemente escolhidos no projeto devido à alta capacidade de chaveamento em correntes elevadas e sua baixa resistência inerente quando ligado.
Um transistor do tipo P é utilizado para excitar a porta do transistor de potência do tipo N (configuração fonte comum) e um transistor do tipo N é utilizado para excitar a porta do transistor de potência do tipo P.
Todos os transistores de potência podem ser do tipo N no projeto, já que oferecem o triplo do ganho dos do tipo P. Então o transistor do tipo N, quando substituído pelo transistor do tipo P pode ser controlado desta maneira:
- A tensão é amplificada por um transistor do tipo P e um transistor do tipo N na configuração base comum. Então o transistor de potência é controlado na configuração dreno comum para amplificar a corrente.

Nas aplicações em alta freqüência, ambos os transistores são controlados na configuração fonte comum.

## Timing
Se ambos os transistores estão abertos, configura-se como curto-circuito.
Se ambos os transistores estão fechados, picos de alta tensão aparecem devido ao campo eletromagnético induzido.
Se o controle do transistor é potente e rápido o suficiente, o campo eletromagnético induzido não consegue carregar a capacidade dos enrolamentos e do encapsulamento do MOSFET em altas tensões.
Se um microcontrolador é usado, ele pode regular a tensão de pico e ajustar o timing para os transistores.